# Зеленин, Павел Васильевич
Па́вел Васи́льевич Зеле́нин (1902—1965) — один из руководителей советских органов безопасности; генерал-лейтенант (1943).

## Биография
Павел Васильевич Зеленин родился в селе Кичкас Запорожского района Днепропетровской области. В органах безопасности с марта 1920 г. Проходил службу на различных должностях в транспортных отделах ОГПУ-НКВД Александровска, Южно-Донской и Южной железных дорог. Его брат Максим подвергался репрессиям.
С 1941 года находился на руководящих должностях в органах военной контрразведки СССР.
Последовательно занимал должности начальника Особого отдела НКВД 30-й армии Западного фронта, а затем Южного, Северо-Кавказского, Закавказского, Юго-Западного и Западного фронтов.
В 1942 г. вокруг Зеленина разразился скандал из-за награждения им государственными наградами канцелярских сотрудников штабов. Заместитель наркома ВД И. А. Серов, прибывший для разбирательств, вспоминал, что Павел Васильевич «выпросил у членов Военного Совета фронта орденов и медалей и наградил сначала свою ппж-машинистку, а потом, когда поползли об этом слухи, то раздал ордена и медали и другим машинисткам и сотрудникам, которые близко фронта не видели. Когда я потребовал объяснения, то он как баран моргал глазами и не мог ничего сказать в свое оправдание».
26 мая 1943 года Павлу Васильевичу присвоено звание генерал-лейтенанта. В 1944—1945 годах являлся начальником УКР «Смерш» НКО СССР 3-го Белорусского фронта.
Летом 1945 года был назначен на должность начальника УКР «Смерш» Забайкальского фронта.
С июля 1945 года являлся начальником УКР «Смерш»-УКР МГБ СССР ГСОВГ. Но был освобождён от занимаемой должности в апреле 1947 года и откомандирован в распоряжение Управления кадров МГБ СССР. Не исключено, что этому способствовало письмо И. А. Серова на имя И. В. Сталина от 8 сентября 1946 года, где о Зеленине сообщалось, в частности, следующее: «Зеленин в настоящее время получил звание генерал-лейтенанта, работает начальником Управления Контрразведки в Германии, содержит в качестве жены одну из бывших машинисток и пользуется большим авторитетом у Абакумова. Настоящая жена Зеленина попала в плен к немцам, путалась с ними и сейчас живёт отдельно».
Уволен из органов государственной безопасности по состоянию здоровья в декабре 1948 года.
20 октября 1951 года арестован по обвинению в подрывной деятельности в органах МГБ. По решению Особого совещания при МГБ СССР от 23 августа 1952 года направлен на принудительное лечение с изоляцией. Уголовное преследование по ст.58-16 было прекращено, переквалифицировано на ст. 193-17а УК РСФСР, Зеленин из-под стражи освобождён по амнистии.
В 1954 году освобождён и лишен воинского звания генерал-лейтенанта, уволен как дискредитировавший себя за время работы в органах госбезопасности.

## Награды
- 2 ордена Ленина (01.04.1943, 21.02.1945);
- 3 ордена Красного Знамени (28.09.1943, 04.07.1944, 03.11.1944);
- орден Суворова 2 степени (19.04.1945);
- орден «Знак Почета»;
- медали;
- знак «Почётный работник ВЧК-ГПУ (XV)» (08.05.1938).